# Osmoxylon whitmorei
Osmoxylon whitmorei là một loài thực vật thuộc họ Araliaceae. Đây là loài đặc hữu của Papua New Guinea.